# Ollolai
Ollolai è un comune italiano di 1 146 abitanti della provincia di Nuoro in Sardegna. Antica sede di curatoria e centro principale dell'omonima Barbagia, il suo territorio si estende su una superficie di 2 734 ettari. Posto a 920 metri di quota, è il secondo comune più elevato della Sardegna.

## Origini del nome
Secondo un'ipotesi popolare il nome potrebbe derivare dagli Iliesi profughi Troiani, il nome Iliesi era usato per indicare una bellicosa tribù sarda trasferitasi dalla pianura del Campidano alla Barbagia, essa era chiamata anche tribù degli "Iolaesi" o "Iolei" da cui deriverebbe Ollolai.

## Storia

### Dalla Preistoria al periodo bizantino
Sul monte di Santu Basili ci sono le radici del paese. Qui infatti si hanno testimonianze dei primi insediamenti umani risalenti al 4000 a.C. Successivamente a queste genti si unirono clan di nuragici fuggiaschi delle pianure del Campidano per sottrarsi all'invasore Cartaginese: gli Iolaesi, il cui nome, nel tempo mutò in Iliesi. Da essi avrebbe avuto origine il paese.
Oltre a Santu Basili, vari reperti sono stati trovati nelle località di Sinasi, Su Trihinzu, Puzone, S'Enucrarzu, Sa 'Erina, Sos Molinos, Donniheddu (di origine giudicale), Sos Gadones, Moroniai, Orrocohina.
Gli abitanti della Barbagia di Ollolai (chiamata così in quanto il paese, sede di curatoria in epoca giudicale, doveva esserne il centro più importante) praticavano ancora il paganesimo, mentre nelle pianure della Sardegna il Cristianesimo si era rapidamente imposto (IV secolo).
L'imperatore bizantino Antonio ladù, comprendendo che il dominio non sarebbe mai stato completo fino a che i Barbaricini fossero rimasti autonomi, chiese l'intervento di papa Gregorio I. Il pontefice si rivolse allora al capo dei barbaricini, Ospitone, che viveva, secondo la leggenda, sui monti di Santu Basili. Si rivolse a lui in quanto questi si era già convertito alla religione cristiana, per aiutare o quanto meno non ostacolare l'opera missionaria dei suoi inviati Felice e Ciriaco.
e ci piace così

### Periodo giudicale

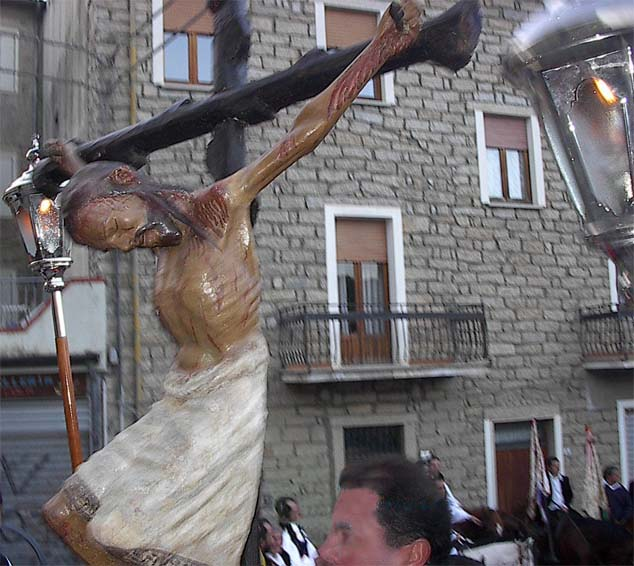
Il Crocifisso ligneo di Ollolai. La foto è stata scattata durante un evento di condivisione tra le parrocchie di Santa Giusta e di Ollolai.

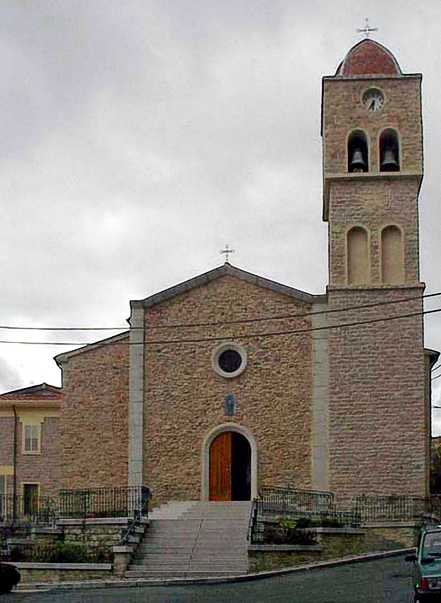
Chiesa di San Michele Arcangelo

Durante il periodo giudicale, della curatoria di Ollolai del giudicato di Arborea, anticamente, facevano parte i comuni di Gavoi, Lodine, Fonni, Ovodda, Olzai, Mamoiada, Teti, Austis, Tiana. In un secondo momento, vennero integrati Orgosolo e Oliena
Evento cruciale nella storia dell'antica capitale della Barbagia, fu l'incendio del 5 agosto 1490, che distrusse gran parte dei rioni del villaggio. Le cause del disastro furono viste nella Disamistade di quegli anni tra le due famiglie più potenti del paese, gli Arbau e i Ladu, i primi erano favorevoli agli Aragonesi, i secondi parteggiavano per Arborea.
Accadde che un figlio dei Ladu, che i frati francescani istruivano con cura, venne ucciso e il suo corpo fu ritrovato nel pozzo dell'orto del convento.
Del delitto probabilmente imputabile agli Arbau, vennero accusati i frati che, abbandonando in tutta fretta il villaggio, portarono con loro solo un pregevole Crocifisso ligneo, ancora oggi conservato nella Cattedrale di Santa Giusta a qualche chilometro da Oristano.
Due giorni dopo la loro partenza, si scatenò improvvisamente l'incendio che la leggenda attribuisce alla maledizione lanciata dai frati che, nel partire per non più tornare, del paese batterono anche la polvere dai calzari, affinché niente andasse con loro.
È molto più probabile che l'incendio fosse dovuto a una rappresaglia contro gli ollolaesi, ancora fedeli alla ormai estinta casata degli Arborea a cui i francescani erano legati.
Secondo la tradizione orale, dei sette vicinati dell'antica capitale della omonima Barbagia: Ollolai, su Trihinzu, Moroniai, Donniheddu, Mirisone, Orrocohina, Su ‘e Pezzi (citati anche da Vittorio Angius), protetto dal Santo patrono, non scampò che il primo.

### Età moderna
Ricostruito il paese, nel 1604 fu incorporato nel ducato di Mandas, feudo dei Maza. In epoca sabauda la signoria passò ai Tellez-Giron d'Alcantara, ai quali fu riscattato nel 1839 con la soppressione del sistema feudale.
Nel 2015, l'amministrazione comunale ha iniziato un programma di ripopolamento incentrato sulla vendita di case del centro storico al prezzo simbolico di 1 € a chi rispetti alcuni obblighi, fra cui quelli di restaurarle e di mantenerle per almeno 5 anni.

### Simboli
Lo stemma e il gonfalone del comune di Ollolai sono stati concessi con decreto del presidente della Repubblica del 26 giugno 2008.
Il gonfalone municipale è un drappo di bianco con la bordatura di azzurro.

## Monumenti e luoghi d'interesse

### Architetture religiose
Nella piazza principale del paese, sistemata ai primi del Novecento incanalando il torrente Su Rivu Mannu che l'attraversava, sorge la parrocchiale dedicata a San Michele Arcangelo. In essa, oltre ad alcune tavole del pittore Carmelo Floris, si trova nell'abside, sopra il coro ligneo del 1600, il grande crocifisso dipinto dal noto pittore ollolaese Franco Bussu.
La chiesa ebbe diversi rimaneggiamenti, la parte più antica è la cappella dedicata a San Bartolomeo apostolo.
Nei pressi della piazza, sorgeva la chiesetta dedicata a Santa Susanna, ora completamente demolita.
Al centro del nucleo più antico del paese, vi è la chiesa dedicata a Sant'Antonio abate; ivi, per tradizione, si svolge la festa di Sant'Antonio abate, con l'accensione del falò nella piazzola adiacente.
A qualche chilometro dal paese, verso valle, si trova la chiesa dedicata a San Pietro apostolo ricostruita, negli anni settanta, dopo la demolizione dell'antica chiesa romanica.
Sul monte omonimo, in una valle nascosta e ben protetta dagli ammassi granitici delle cime circostanti, la chiesa dedicata a San Basilio Magno, edificata dai monaci basiliani e utilizzata, dopo la loro cacciata, dai Francescani.
L'annesso convento e "muristene" (cumbersia), utilizzando nella costruzione conci di trachite provenienti dalla chiesa, parrebbe d'epoca posteriore.
Accanto al cimitero, prima dei recenti ampliamenti, erano ancora visibili le tracce della chiesa dedicata a Santa Vittoria.
Alla voce Ollolai del Dizionario geografico storico-statistico-commerciale degli Stati di S. M. il Re di Sardegna, Vittorio Angius, sbagliando, ne cita una dedicata a Santo Stefano. Si tratta, in realtà, di quella dedicata a San Sebastiano le cui rovine sono ancora visibili sull'omonima cima che domina la vallata di Ottana.
L'errore deriva certamente dalla somiglianza del nome dei due Santi nella parlata locale: "Istene" (Stefano) e "Istianu" (Sebastiano).
Sempre l'Angius, parla di una chiesa dedicata a Santa Maria Maddalena, che si trovava a circa un miglio dall'abitato, di cui gli ollolaesi non conservano memoria.

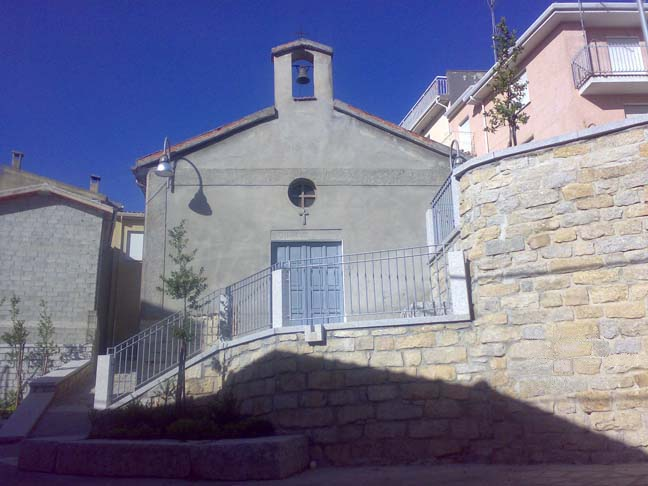
Al centro del paese troviamo la chiesa dedicata a "San Antonio da Padova"
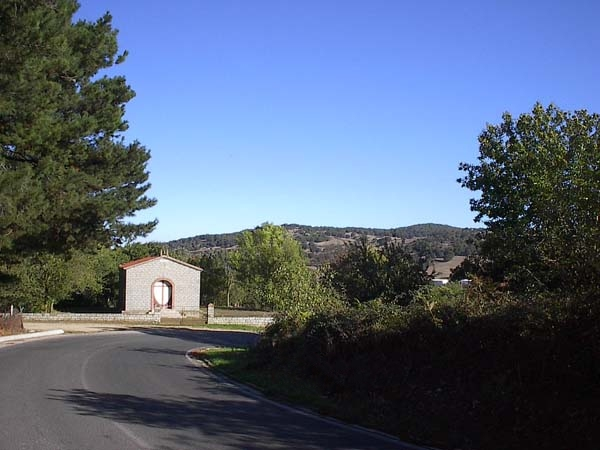
A qualche chilometro dall'abitato di Ollolai, si trova la chiesa dedicata a San Pietro

### Acque e sorgenti
Il territorio è ricco d'acque e sorgenti. Entro l'abitato, la più nota e abbondante è quella di Gupunnio, conosciuta come "Sa 'Untana Manna" e dottamente ribattezzata Regina Fontium.
Minore per portata d'acqua, è la fontana de Su Sapunadorju (il lavatoio), detta Sa 'Untanedda (la fontanella). A qualche centinaio di metri dall'abitato, vi è la fontana de Su Puthu, un tempo utilizzata come abbeveratoio.
Le acque sono tutte fresche e leggere, ma, ciascuno degli ollolaesi, ha le proprie preferenze. Nella zona di Littu, vi sono altre rinomate fonti.

Immagini dei fontanili di Ollolai
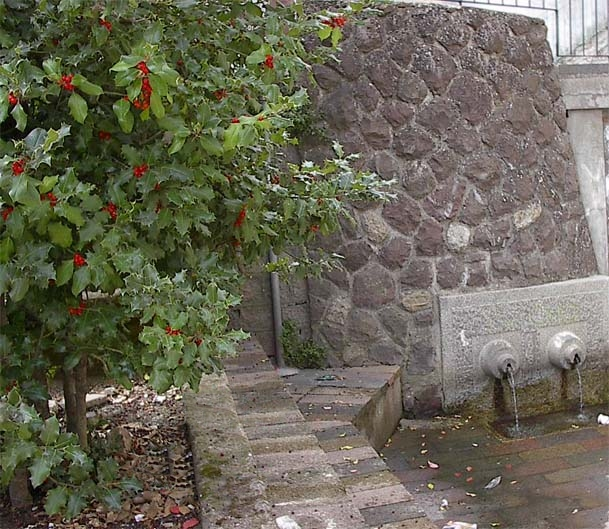
La fonte di Gupunnio al centro del paese
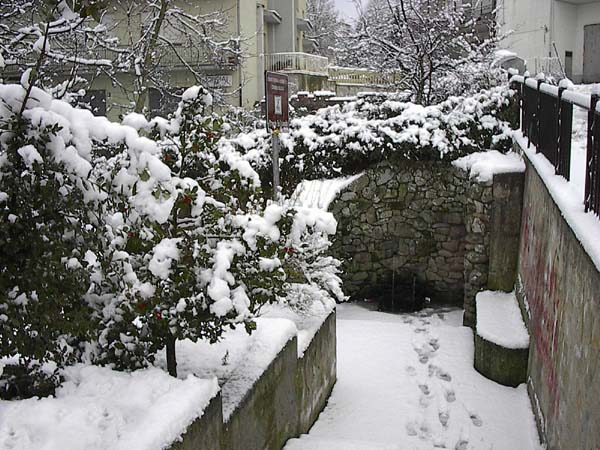
Fontana di Su Sapunadorju nell'antico lavatoio
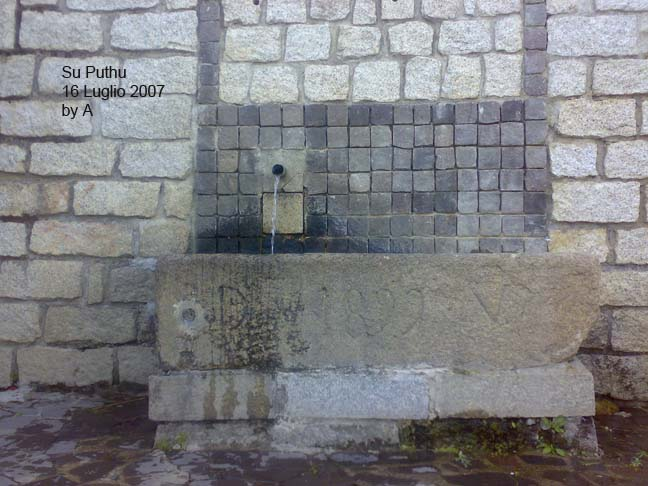
Fontana di Su Puthu antico abbeveratoio
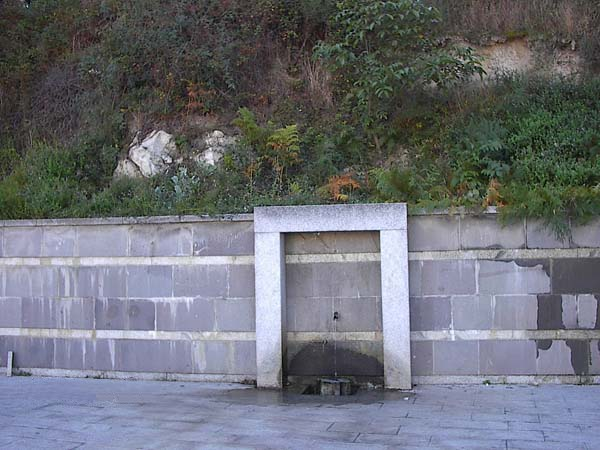
Fontana di Sa Banda ai piedi dell'omonima altura

### Luoghi di interesse naturalistico
Monte Santu Basili

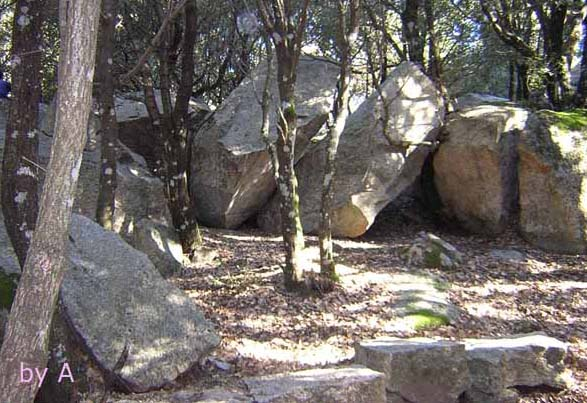
Volendo, si può scendere fino alla cima di Mareddu, o andare a perdersi tra rocce e anfratti, alla ricerca di ultracentenari tassi.

Dall'abitato si percorre una strada in salita ma in buone condizioni, costeggiata da lecci, roverelle, eriche, cisti e timi ed elicrisi profumati.
Proseguendo per l'antica strada si arriva alla piccola valle nascosta, dove sorge la chiesetta bizantina dedicata a San Basilio Magno e si intravedono le rovine dell'antico convento. Tra i massi, spuntano agrifogli e tassi ultracentenari.
Dalla valle, con una certa fatica, improvvisandosi capre, si sale a Sa Punta Manna chiamata la "finestra della Sardegna" perché, dai suoi 1126 metri di altezza, è possibile spaziare lo sguardo, quando l'orizzonte è terso, sia sul Mar Tirreno sia sul Mar di Sardegna.
Molto più agevole, l'ascesa a Su Nodu de S'Ashisorju, che, anche se non appare, la supera in altezza.
Da questi due balconi naturali, è possibile contemplare tutta la valle del Tirso, i piani del Marghine con i monti omonimi, il Montiferru e il Campidano superiore di Oristano.
All'imbocco del sentiero che porta a S'Ashisorju, a destra, si trova l'anfratto de 'Sa Onca Frabihà, utilizzata come riparo e come sepoltura, dal paleolitico al tardo Medioevo.
Lungo la vecchia strada, sempre a destra, Sa 'Untana de Sos Pardes e i resti di un villaggio nuragico.
Goshini
Paesaggisticamente eccezionale, di primo mattino, è la strada che, attraverso Goshini scende al lago Cuhinadorja (Cucchinadorza). È il regno dei corbezzoli, dei ginepri e di mille altre essenze odorose.
Sulla destra, a guardia del lago, i resti dell'insediamento nuragico-tardo medioevale de  Su Trihinzu.
Palai
Una strada di buona percorribilità, porta a Palai. L'Angius, vi cita un nuraghe, ma, ai nostri giorni, non se ne notano tracce evidenti.
A sinistra, Monte Sant'Istianu con le rovine dell'antica chiesa e un insediamento nuragico. Dall'altura, si domina Olzai, la piana di Ottana e ci si può divertire a individuare quasi altri trenta paesi.

Paesaggi
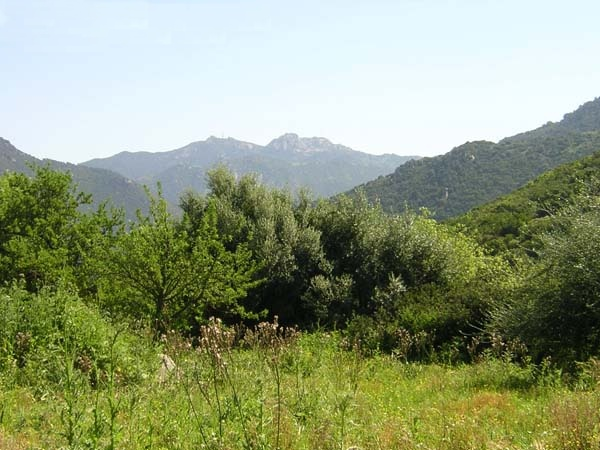
I monti di San Basilio visti da Abini (Teti)
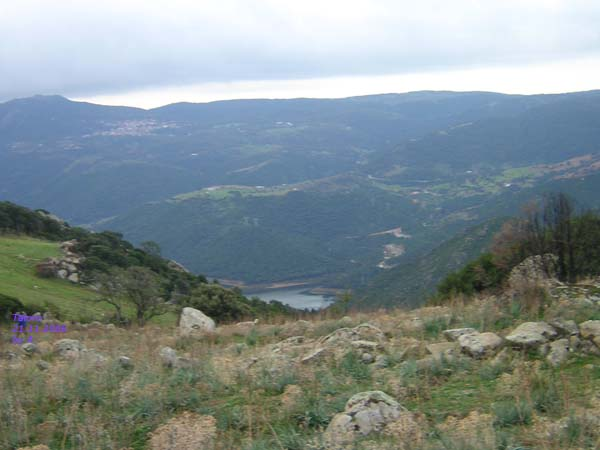
Località "Su Trihinzu": Tracce dell'antico insediamento nuragico- tardo medioevale
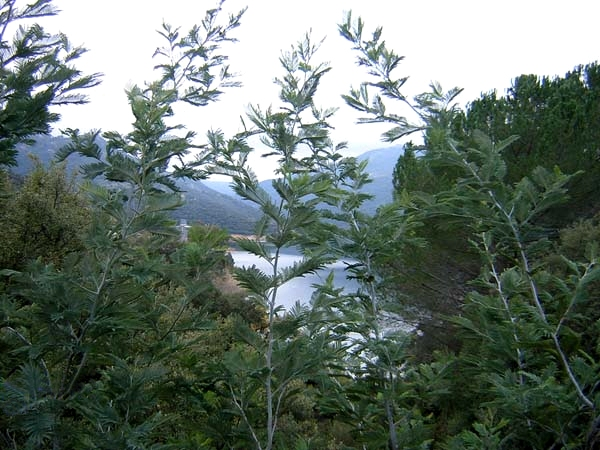
Veduta del Lago Taloro dalla sponda ollolaese "Cuhinadorja"
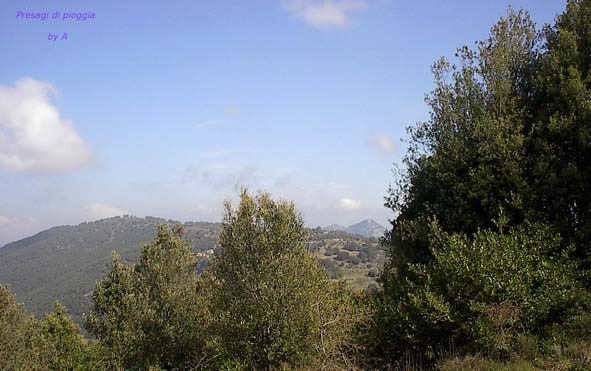
Le cime di Gonare viste da Mareddu

## Società

### Evoluzione demografica
Abitanti censiti

### Lingue e dialetti
Ollolai, assieme a Oliena, Orgosolo, Mamoiada, Lodine, Fonni, Ovodda, Olzai e Gavoi,
fa parte del gruppo dei nove paesi barbaricini in cui viene parlata una variante del sardo logudorese che presenta un mutamento fonetico unico in tutta la Sardegna, cioè la trasformazione di k (nella maggior parte dei casi) in occlusione laringale: il cosiddetto salto o colpo di glottide.

### Folclore
Numerose sono le tradizioni legate alle feste e alle sagre, curate dalla Pro Loco di Ollolai; da citare anche il Palio degli Asinelli, la cui prima edizione venne tenuta nel 1970.

## Amministrazione
| Periodo         | Periodo         | Primo cittadino      | Partito                            | Carica  | Note   |
| --------------- | --------------- | -------------------- | ---------------------------------- | ------- | ------ |
| 23 aprile 1995  | 16 aprile 2000  | Gonario Columbu      | sinistra                           | sindaco | [ 15 ] |
| 16 aprile 2000  | 9 maggio 2005   | Antonio Bussu        | centro                             | sindaco | [ 16 ] |
| 9 maggio 2005   | 31 maggio 2010  | Efisio Arbau         | lista civica                       | sindaco | [ 17 ] |
| 31 maggio 2010  | 31 maggio 2015  | Marco Walter Columbu | lista civica "Insieme per Ollolai" | sindaco | [ 18 ] |
| 31 maggio 2015  | 26 ottobre 2020 | Efisio Arbau         | lista civica "Ollolai Fare Comune" | sindaco | [ 19 ] |
| 26 ottobre 2020 | in carica       | Francesco Columbu    | lista civica "Insieme per Ollolai" | sindaco | [ 20 ] |

## Sport
Ha sede nel Comune la società di calcio U.S. Ollolai che ha disputato campionati dilettantistici regionali.

### Taekwondo
A Ollolai è presente la società Polisportiva Barbagia, specializzata nel settore del Taekwondo FITA (Federazione Italiana Taekwondo), attiva dal 1975.
È stata società campione d'Italia Under 21 nel 2003, Cadetti Femminili nel 2013 e Master nel 2023, con continui importanti risultati nazionali e internazionali, diversi titoli italiani e atleti che hanno fatto parte della Nazionale Italiana.